# Harold F. Loomis
Harold Frederick Loomis (23 décembre 1896 - 5 juillet 1976) est un botaniste et myriapodologue américain connu pour ses contributions à l'agronomie, à la phytopathologie et à la taxonomie des mille-pattes. Il travaille pour le département de l'Agriculture des États-Unis pendant plus de quatre décennies, étudiant les maladies des plantes cultivées. Il apporte des contributions majeures à l'histoire naturelle de l'Amérique centrale et des Antilles, en nommant plus de 500 espèces de mille-pattes. Il décrit, en collaboration avec Cook, Illacme plenipes, mille-pattes possédant plus de 700 pattes.

## Biographie
Harold Loomis est né dans le quartier Mertensia de Farmington, dans l'État de New York en 1896. Il travaille pour le département de l'Agriculture des États-Unis de 1914 jusqu'à sa retraite en 1958, et est directeur de la US Plant Introduction Station à Chapman Field, de 1931 à 1958. Il est principalement impliqué dans la production de caoutchouc naturel, et travaille sur les maladies du maïs et du coton. Il est membre fondateur du Jardin botanique tropical Fairchild et siège de nombreuses années à son conseil d'administration. Il collecte des plantes et des lichens du sud-ouest américain, fournissant souvent des spécimens avec le botaniste Robert Hibbs Peebles (en). En 1939, Loomis décrit le palmier tropical Astrocaryum alatum ("Coquillo")[pas clair].
Il étudie également les arthropodes. Loomis est chercheur honoraire en entomologie à la Smithsonian Institution et un collaborateur de recherche actif au Musée national d'histoire naturelle des États-Unis et à la Florida State Collection of Arthropods à Gainesville. Au début de sa carrière, il commence à travailler avec son collègue botaniste et entomologiste Orator F. Cook. En 1919, Loomis accompagne Cook lors d'une expédition en Chine pour étudier les cultures et collecter des mille-pattes ; et en 1928, Loomis et Cook décrivent le mille-pattes avec le plus grand nombre de pattes connu jusqu'en 2021, Illacme plenipes, vivant en Californie, avec des individus possédant jusqu'à 750 pattes. Loomis décrit plus tard une autre espèce[Laquelle ?] du Panama avec 700 pattes.
Loomis s'intéresse particulièrement aux mille-pattes d'Amérique centrale et des Caraïbes, et au cours de sa carrière, il nomme plus de 500 espèces, au moins 127 nouveaux genres, 2 nouvelles sous-familles et 9 nouvelles familles, dont les Messicobolidae, les Tingupidae et les Tridontomidae. Il produit 64 articles scientifiques sur les arthropodes et 50 sur les mille-pattes. Le myriapodologue Richard L. Hoffman écrit à propos de Loomis : « Ses monographies sur les faunes d'Hispaniola (1936) et de Panama (1964) se présentent comme des oasis dans un désert de courts articles descriptifs chaotiques. Sa liste de contrôle de 1968 de l'espèce Mesamerican est au-delà de l'éloge pour sa valeur de référence fondamentale. »
En nombre d'espèces décrites, Loomis se classe parmi les dix taxonomistes de mille-pattes les plus prolifiques.

## Taxons nommés en son honneur
- Loomisiola Hoffman, 1979 (Polydesmida, Chelodesmidae)
- Colactis loomisi Hoffman, 1954 (synonyme de Colactis tiburona), Callipodida, Schizopetalidae
- Nesobolus loomisi Hoffman, 1998 (Spirobolida : Rhinocricidae)
- Prostemmiulus loomisi Mauriès, 1979 (Stemmiulida, Stemmiulidae)
- Tridontomus loomisi Cisaillement, 1977 (Polydesmida, Tridontomidae)
- Troglocambala loomisi Hoffman, 1956 (synonymisé avec Cambala ochra), Spirostreptida, Cambalidae
- Tylobolus loomisi Keeton, 1966 (Spirobolida, Spirobolidae)

## Œuvres

### Auteur unique
- Loomis, HF (1927). Développement des fleurs et des capsules de coton Pima et Acala en relation avec la ramification. Département américain de l'agriculture
- Loomis, HF (1936). Les mille-pattes d'Hispaniola, avec des descriptions d'une nouvelle famille, de nouveaux genres et de nouvelles espèces. Taureau. Mus. Comp. Zool. , 80 : 3-191, texte fig. 1-75, svp. 1- 3
- Loomis, « A new palm from Costa Rica, Astrocaryum alatum », J. Wash. Acad. Sci., vol. 29, no 4,‎ 1939, p. 141–146
- Loomis, « The millipeds of Panama (Diplopoda) », Fieldiana: Zoology, vol. 47, no 1,‎ 1964, p. 1–136, plates 1–13 (DOI 10.5962/bhl.title.3182, lire en ligne)
- Loomis, « A checklist of the millipeds of Mexico and Central America », Bull. U. S. Natl. Mus., vol. 266, no 266,‎ 1968, p. 1–137 (DOI 10.5479/si.03629236.266, lire en ligne)

### Avec des collègues
- King, CJ et HF Loomis. (1927). Facteurs influençant la gravité du trouble fou du coton. Washington, DC : Département américain de l'Agriculture.
- Cook et Loomis, « Millipedes of the order Colobognatha, with descriptions of six new genera and type species, from Arizona and California », Proceedings of the United States National Museum, vol. 72, no 18,‎ 1928, p. 1–26, f. 1–6, pls. 1–2 (DOI 10.5479/si.00963801.72-2714.1)
- King, CJ, et Loomis, HF (1929). D'autres études sur la pourriture des racines du coton en Arizona avec une description d'un stade de sclérote du champignon. Département américain de l'Agriculture.
- King, Hope et Loomis, « Studies on sclerotia and mycelial strands of the cotton root-rot fungus », Journal of Agricultural Research, vol. 42, no 12,‎ 1931, p. 827–840